# 千葉県立佐原白楊高等学校
千葉県立佐原白楊高等学校（ちばけんりつ さわらはくようこうとうがっこう）は、千葉県香取市に所在する公立の高等学校。

## 設置学科
- 単位制 普通科

## 概要
1910年（明治43年）に香取郡立高等女学校として創立され、戦後は「千葉県立佐原女子高等学校」となり、長らく香取地域の女子教育の殿堂として地域住民に親しまれて来たが、2003年（平成15年）からの共学化、単位制高校への移行に伴い、現在の校名に改称された。
学校名は将来的に入学する可能性がある近隣中学校を対象に一般公募で選出された。なお、「白楊」とは「ポプラ」のことである。校名が「白楊」に決定した理由は、共学化により新しいスタートを切るということで「白」というイメージが相応しいこと、共学化当時の市の木（旧佐原市）が「ポプラ」であったことなどによる。
共学化と単位制への移行により入学志願者が急増し、2008年度には新入生の定員を1学級増やした。

## 沿革

### 略歴
佐原町には1903年に設立された実業補習学校が存在していたが、1908年、町当局はこれを定員150名、修業年限3ヵ年の町立女学校に転換、佐原小学校の校舎に間借りし、小学校長が校長を兼任する形で佐原町立女学校が開校した。1909年、香取郡議会は佐原町に郡立高等女学校を設置すべきとする決議を全会一致で採択、これを受けて佐原町議会では町立女学校の郡立移管が決議され、1910年に香取郡立高等女学校が設立された。創立当初は学校当局の勧誘にもかかわらず定員割れの状況が続いたが、徐々に入学希望者は増え、学年あたり1学級の定員では限度を迎えていた。1920年、佐原町より寄付された現校地に新校舎が竣工し、移転している。1923年、郡制廃止に伴い県立に移管され校名が千葉県立佐原高等女学校に改称、1926年の新入生よりブレザーとジャンパースカートの制服（1933年からセーラー服に改定）、1930年には校歌がそれぞれ制定された。1937年の日中戦争勃発、戦線の拡大につれて佐原高女も戦時体制に徐々に組み込まれ始め、佐原駅での出征兵士見送りが頻繁になり、1939年には射撃演習や援農・農繁期の託児所・洗濯・縫製作業が授業時間を削って行なわれるようになった。太平洋戦争勃発の翌年には修学旅行が停止され、代わって宮城外苑整備の勤労奉仕が行なわれた。1944年には佐原高女の校舎が山下電気の工場に転用され、生徒によるマイカコンデンサの生産が始まり、通常の教育活動は停止を余儀なくされた。
敗戦後の1947年に教育基本法が制定、新制高校への移行を控え、同窓会による校舎増改築の資金集めが行なわれ、佐原町による嘆願書が作られた。当時の佐原高女の施設では新制高校の設置基準に満たないと見られていたためである。1948年、佐原高女は千葉県立佐原女子高等学校として新制高校に移行した。移行当初の佐原女子高校では選択教科制・単位制が採られ、現在の佐原白楊高校の姿を先取りしていた。この年の7月には昼間定時制が併設されている。1950年、軍政部の勧告を受けた教育委員会は高校再編成を行い、佐原女子高校は男女共学化され、千葉県立佐原第二高等学校に改称された。この年、佐原二高は5名の男子生徒を迎えている。また、この頃には校歌・制服・校章が改定されている。1961年、校名が千葉県立佐原女子高等学校に戻された。この改称は前年9月に千葉県内の二高・三高を名乗る公立高校が連名で教育委員会にナンバー付きの校名は学校間の序列を連想させるとする陳情を行なった事による物である。この校名復帰により、男子入学者が1950年限りで途絶えた後も、形式上男女共学とされてきた同校は名実ともに女子校に戻っている。この年の6月には1920年以来の第1校舎に代わる、新本館が竣工した。1968年に第2棟、1971年に第3棟が竣工、1979年には校地の背後に控える丘を切り開いたグラウンドが完成し、現在の佐原白楊高校に至る施設の大枠が整備された。
1991年度の入学生から、1950年に制定されて以来制服として用いられてきた茶色の線のセーラー服に代わり、オリーブグリーンのセミダブルジャケットとグリーン・グレー・ワインのストライプ柄スカートの新制服（2002年まで、2003年から現制服）の導入が始まった。1994年、香取地区佐原女子高等学校共学化検討委員会が発足し、学区内の中学生や保護者の意識調査を行うなど、佐原女子高の共学化に向けた動きが活発化する。当時、学区内の高校6校の内、2校が女子校であった事と周辺学区・茨城県からの越境通学者の流入により、学区内男子の高校定員枠が小さくなる傾向にあった事、また、学区内の中学生数の割合が男子は横ばいが続いていたのに対し女子は減少傾向にある事などの要因により、地域から佐原女子高の共学化を求める声が上がっていた。1999年、千葉県教育委員会から、単位制導入・学年定員4学級の全日制普通科高校とする共学化案が示され、校内の準備作業が進んでいく。2001年には学区内の中学生・保護者・一般市民を対象に新校名の募集が行われ、「佐原白楊」「佐原緑風」「佐原翔進」「佐原創生」「佐原悠拓」などの案から、翌年3月22日の県教育委員会会議で「佐原白楊」が採用された。2003年4月1日、佐原女子高等学校は千葉県立佐原白楊高等学校に改称、6月6日に開校式が行われ、県下初の単位制共学高校として再スタートを切った。

### 年表
- 1910年 - 香取郡立高等女学校として設立
- 1920年 - 現在の校地に移転
- 1923年 - 県移管に伴い、千葉県立佐原高等女学校に改称
- 1948年 - 学制改革に伴い、千葉県立佐原女子高等学校（通常課程普通科・家庭科）に改称、定時制家庭科併設
- 1950年 - 高校再編成に伴い、千葉県立佐原第二高等学校に改称、男女共学化
- 1954年 - 定時制の生徒募集が停止
- 1961年 - 千葉県立佐原女子高等学校に校名復帰、第1棟校舎が完成
- 1963年 - 家庭科の学科名を家政科に改称
- 1994年 - 普通科にコース制導入、家政科を生活デザイン科に学科改編
- 2001年 - 生活デザイン科募集停止
- 2003年 - 千葉県立佐原白楊高等学校に改称、単位制・男女共学化

## 校歌
佐原高女の校歌が制定されたのは、1930年の事で、作曲は信時潔、作詞は高野辰之によるものであった。制定当時の校長の回想によれば、東京音楽学校校長だった乗杉嘉壽に相談の上、学校の資料を渡して依頼したという。佐原二高時代の1951年に制定された校歌は、作曲が平井康三郎、作詞が勝承夫によるもので、同年11月27日、作詞者を学校に招いて発表会が行われた。1953年には校歌の一節「自律」が校訓に加えられている。共学化とともに制定された現校歌「道」は、作曲が大中恩、作詞が阪田寛夫によるもので、大中が初代校歌作曲者の信時に師事したという縁から新校歌作曲を依頼したところ、大中が従兄弟の阪田（童謡「サッちゃん」の共作者でもある）に作詞を依頼したものである。

## 校章・校旗

### 校章
香取郡立高女の徽章がはじめて制定されたのは現校地に移転した1920年の事で、当初は袴の紫色のひもに利根川の流れを示す波型の白テープを縫い付けた物だった。1934年、新たに制定された徽章の図案は楕円形の中に利根川の流れと香取神宮を示す鋒形を描いたものであり、中央に高女の文字が配されていた。当初、徽章は袴の紐に付けていたが、後に制服の胸に付けるようになった。やがて徽章の形も楕円形から婦徳を表す八咫鏡の形に改められた上で新制高校移行まで用いられた。高校再編成後の1950年には3代目の校章に改められ、図案は真・善・美を表す3本のペン先の間を佐原を象徴するポプラの葉で飾り、中央に高の文字が配されていた。共学化・校名改称とともに改められた現校章はポプラの樹形を図案化した卵形の楕円を3つ組み合わせる事で3つの校訓（自律・創造・友愛）の調和を表し、これに佐原白楊のローマ字の頭文字S・Hの文字を組み合わせたものである。

### 校旗
1911年5月21日、香取郡立高女に皇太子嘉仁親王（後の大正天皇）が行啓した。この行啓に際し、校長のデザインによる校旗が制定された。旗の中心に校名を染め抜き、その上部に皇室を象徴する菊花と葉の図案を配し、下部には生徒を象徴するナデシコの図案を配した物だったが、現存していない。2代目校旗は1934年、徽章と同時に制定され、3月に校旗奉戴式が行われている。3代目校旗は1950年に制定、共学化を控えた2003年3月28日に4代目となる現校旗が納品された。

## 定時制
1948年、教育の機会均等の理念に基づき、佐原女子高校においても昼間定時制の家庭科が併設される事になった。新制高校の通常課程はこの年の4月に設置されていたが、定時制課程の認可は6月15日、24名の新入生を迎えた入学式は7月1日にずれ込んだ。開校当初の授業日は不定期で週3日程度であったが、翌1949年度から週4日の授業が行われるようになっている。しかし、定時制の教育体制は固まっても、入学数は伸び悩んだ。要因は、3年制の全日制に対し定時制は4年制だった事、普通科を中心に設置した夜間定時制に比べ、農業科や家庭科設置校が多かった昼間定時制の不人気で、同校に限らず、廃止や普通科への転換を余儀なくされるケースが相次いだのである。定時制は1954年に募集停止となり、1957年に廃止された。

## 統計情報
在校生の出身中学校
2017年4月7日時点の在校生（608名）の出身中学所在地を自治体別に分類すると以下の通りである。
- 香取市：222名
- 成田市：133名
- 神栖市：52名
- 鹿嶋市：41名
- 東庄町：32名
- 神崎町・潮来市：各28名
- 稲敷市：22名
- 富里市：20名
- 栄町：8名
- 銚子市：7名
- 多古町：5名
- 酒々井町：4名
- 河内町：3名
- 行方市：2名
- 阿見町：1名

主な出身中学校別の在籍数では、香取市立佐原中学校が85名と最多で、次いで小見川中学校の43名、東庄町立東庄中学校の32名、神崎町立神崎中学校の28名、成田市立成田中学校と香取市立佐原第五中学校が各27名、成田市立西中学校と成田市立大栄中学校が各22名、稲敷市立東中学校から21名、香取市立香取中学校が20名となっている。

## アクセス
- JR成田線佐原駅より徒歩9分

## 著名な卒業生
- 小野田町枝（実業家、小野田寛郎夫人）
- 大堀ユリエ（経営者、著者、タレント）

## 著名な教職員
- 須田禎一（ジャーナリスト、中国文学翻訳家）
- 山口久太（教育者、日本体育協会名誉副会長）
- 小島信夫（小説家、評論家）
- 永瀬隆（陸軍通訳、英語教師、社会活動家）